# Lena landskommun, Uppland
För landskommunen med detta namn i Västergötland, se Lena landskommun, Västergötland.
Lena landskommun var en tidigare kommun i Uppsala län. 

## Administrativ historik
Kommunen inrättades i Lena socken i Norunda härad i Uppland när 1862 års kommunalförordningar trädde i kraft 1 januari 1863.
Den uppgick vid  kommunreformen 1952 i Vattholma landskommun och området tillhör sedan 1971 Uppsala kommun.

## Politik

### Mandatfördelning i valen 1938-1946
| 13 | 7 |

| 19 |

| 13 | 4 | 3 |

| 19 |

| 13 | 3 | 4 |

| 19 |